# Lettere luterane
(Pier Paolo Pasolini, Lettere luterane, Aldo Garzanti Editore, 1991, p. 201)
Lettere luterane è una raccolta di articoli che Pier Paolo Pasolini pubblicò sulle colonne del quotidiano Corriere della Sera e del settimanale Il Mondo nell'ultimo anno della sua vita, raccolti in volume l'anno successivo con il sottotitolo "Il progresso come falso progresso".
Vi sono compresi editoriali e interventi scritti tra l'inizio del 1975 e gli ultimi giorni di ottobre dello stesso anno. I temi affrontati sono quelli dell'estraneità dei giovani, del conformismo, della televisione, del progresso e della politica in Italia.
Pasolini antropologo, poeta e appassionato saggista civile trova in questa raccolta la dimensione che oggi la critica riconosce più suggestiva: una figura solitaria che si scontra con veemenza contro un mondo in rovina, scegliendo un tono provocatorio che alterna nitidi ragionamenti a scatti di sdegno, alle prese con una requisitoria contro il governo democristiano, la sua gestione ipocrita e compromessa delle verità di Stato, le macerie dei valori e l'ansioso conformismo del "penitenziario del consumismo", con i suoi giovani protagonisti.